# 比亚塔拉耶纳普拉
比亚塔拉耶纳普拉（Byatarayanapura），是印度卡纳塔克邦Bangalore县的一个城镇。总人口180931（2001年）。

## 人口
该地2001年总人口180931人，其中男性94683人，女性86248人；0—6岁人口21998人，其中男11350人，女10648人；识字率72.93%，其中男性为78.23%，女性为67.12%。